# Fred VanVleet
Fredderick "Fred" Edmund VanVleet Sr. (Illinois, 24 de fevereiro de 1994) é um jogador norte-americano de basquete profissional que atualmente joga no Houston Rockets da NBA.
Ele assinou com os Raptors depois de não ser selecionado no draft da NBA de 2016. Ele era um membro da equipe que venceu o título da NBA na temporada de 2018-19.

## Carreira no ensino médio
VanVleet estudou na Auburn High School em Rockford, Illinois, onde foi selecionado pra Primeira-Equipe do Estado pelo Chicago Sun-Times, Associated Press e Chicago Tribune em 2012. Nessa temporada, VanVleet ajudou a levar a equipe a uma série de 22 vitórias consecutivas que resultou na primeira final estadual da escola desde 1975.
VanVleet permaneceu fiel à sua equipe em vez de aceitar ofertas para equipes de alto nível em Chicago. Ele não achava que isso faria diferença em seu recrutamento: "Contanto que você esteja liderando onde quer que esteja jogando, os treinadores vão ver isso. Se eles virem você competindo e vencendo, isso talvez seja uma vantagem para mim".
Ele recebeu ofertas de bolsas de estudos em Colorado, Norte de Illinois, Illinois do Sul, Drake, Detroit, Kent e Wichita. Seu padrasto sentiu que estava sendo negligenciado por muitas universidades da área metropolitana de Chicago por causa de sua decisão de não se juntar a uma equipe da AAU de Chicago.
Ele aceitou a oferta de Wichita e se tornou o único membro do Top 150 da Rivals.com em 2012 a participar de uma escola da Conferência Missouri Valley.
| Nome | Cidade natal                                        | Escola                  | Altura | Peso  | Data               |
| --- | --------------------------------------------------- | ----------------------- | ------ | ----- | ------------------ |
| Fred VanVleet PG | Rockford, IL                                        | Auburn High School (IL) | 1,79 m | 79 kg | 7 de abril de 2011 |
| Fred VanVleet PG | Recrutamento: Scout.com: Rivais: ESPN grade: 92/100 |                         |        |       |                    |
| - Nota: Em muitos casos, Scout, Rivals, 247Sports e ESPN podem entrar em conflito em suas listas de altura e peso, nestes casos, a média foi obtida. As notas da ESPN estão em uma escala de 100 pontos. - Fonte: |                                                     |                         |        |       |                    |

## Carreira universitária

### Ano de calouro

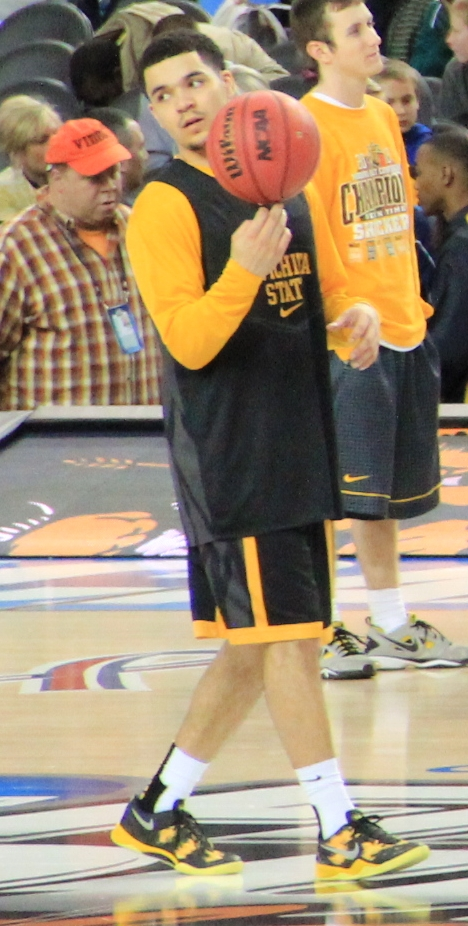
VanVleet como um calouro em 2012.

Como calouro, VanVleet contribuiu com dois dígitos duas vezes (contra Gonzaga e Ohio State) no Torneio da NCAA de 2013, quando a equipe chegou ao Final Four.

### Segundo ano
Ele foi titular da equipe em seu segundo ano. Ele fez 22 pontos, 8 rebotes e 6 assistências em uma vitória contra Loyola, essa vitória fez a equipe ficar com o recorde de 28-0.
VanVleet ajudou a liderar a equipe até a primeira temporada regular de 31-0 na história do basquete masculino da Divisão I da NCAA. Como resultado, ele foi nomeado para a Primeira-Equipe da Missouri Valley Conference e foi selecionado como o Jogador do Ano da Missouri Valley Conference. 
Em 12 de março, VanVleet foi nomeado como um dos seis finalistas do Cousy Award (junto com Kyle Anderson, Aaron Craft, Tyler Ennis, Shabazz Napier e Marcus Paige). Após sua segunda temporada, ele fez o discurso de formatura em sua escola de ensino médio e se tornou um palestrante altamente requisitado.

### Terceiro ano

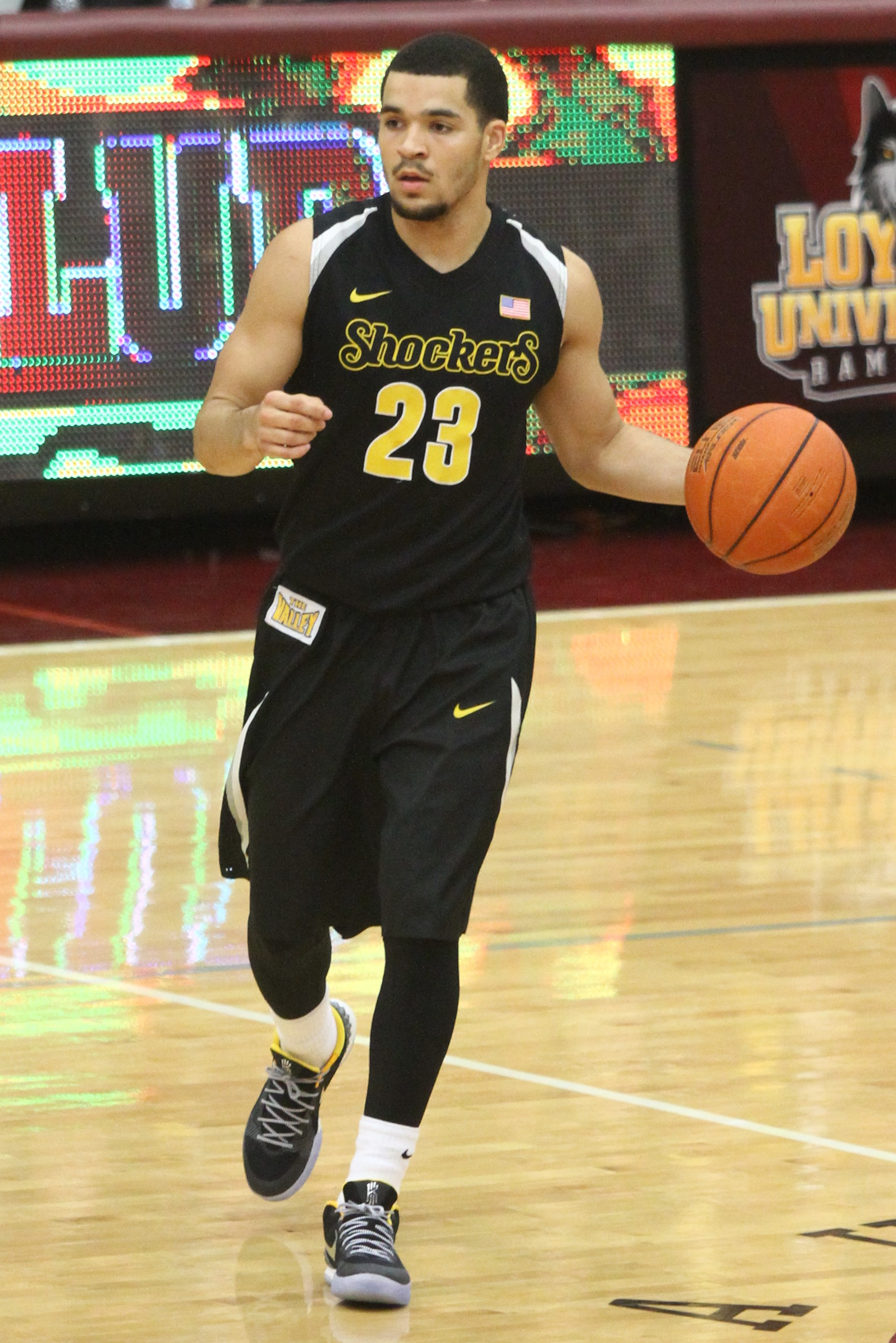
VanVleet em 2015

Em 14 de novembro, VanVleet registrou 7 roubos de bola contra Novo Mexico, empatando um recorde da universidade.
Em 7 de fevereiro, ele teve o primeiro triplo-duplo de Wichita em 43 anos com 10 pontos, 10 rebotes e 11 assistências contra Missouri. Em 16 de fevereiro, VanVleet foi eleito o Co-Jogador da Semana da Missouri Valley Conference (junto com Seth Tuttle).
Em 26 de fevereiro, ele bateu o recorde de assistências em Wichita com 431 assistências. Ele superou Warren Armstrong, que tem 429, e Toure Murry, que tem 430.
Wichita derrotou Northern Iowa em 28 de fevereiro para ganhar o título da Missouri Valley Conference. No jogo de abertura do Torneio da NCAA de 2015, VanVleet fez 27 pontos contra Indiana. Ele terminou o torneio com performances de 17 e 25 pontos contra Kansas e Notre Dame, respectivamente.

### Último ano
Por ter médias de 13,5 pontos, 5,0 assistências e 4,0 rebotes em duas vitórias significativas em dezembro, VanVleet ganhou o Prêmio de Jogador do Mês da Missouri Valley Conference. 
Em 11 de janeiro, ele ganhou o prêmio de Jogador da Semana depois de liderar a equipe para vitórias sobre Evansville e Southern Illinois em 6 e 9 de janeiro, respectivamente, com médias de 11 pontos, 8.5 rebotes, 7.5 assistências e 2.5 roubadas de bola.  
Em 3 de fevereiro, na 1500° vitória na história do basquete masculino de Wichita e na 221° vitória do técnico Gregg Marshall, VanVleet conseguiu um duplo-duplo com 12 pontos e 11 assistências contra Southern Illinois. 
No Torneio da NCAA de 2016, VanVleet levou a equipe a vitórias sobre Vanderbilt e Arizona. Contra Arizona, ele teve 16 pontos, 5 roubadas de bola e 4 rebotes. Com quatro roubos de bola em seu último jogo na carreira em 19 de março contra Miami, VanVleet elevou seu total de carreira para 225, estabelecendo um recorde na universidade.

## Carreira profissional

### Toronto Raptors

#### 2016–2018: Primeiros anos
VanVleet não foi selecionado no Draft de 2016 após recusar duas ofertas para jogar na G League. VanVleet assinou contrato para jogar a Summer League de 2016 com o Toronto Raptors com a expectativa de que ele estaria no campo de treinamento. Seu contrato na Summer League tinha uma garantia de três jogos.
Em 18 de julho, ele assinou um contrato de 2 anos e 1.4 milhões com os Raptors. Na época de sua assinatura, VanVleet estava competindo com Brady Heslip, Drew Crawford, Yanick Moreira, E. J. Singler e Jarrod Uthoff pelo último lugar disponível no elenco. Em 22 de outubro, VanVleet conseguiu a vaga para o elenco de 15 jogadores.
Em 9 de novembro de 2016, VanVleet fez sua estreia jogando em apenas 26 segundos em uma vitória por 112-102 contra o Oklahoma City Thunder. Ele teve seus primeiros pontos no 19º jogo dos Raptors e na sua quarta aparição, contra o Los Angeles Lakers em 2 de dezembro. 
Durante sua temporada de estreia, VanVleet jogou vários jogos no Raptors 905 da G League. Ele foi membro da equipe campeã em abril de 2017.
Em 7 de março de 2018, VanVleet fez a cesta para desempatar e conquistar uma vitória por 121-119 na prorrogação sobre o Detroit Pistons, além de ajudar o Toronto a se tornar o primeiro time a conquistar uma vaga nos playoffs da NBA de 2018. Na temporada de 2017-18, ele terminou com médias de 8,6 pontos, 3,2 assistências e 2,4 rebotes em 76 jogos. Ele foi posteriormente nomeado para o Prêmio de Sexto Homem do Ano.

#### 2018–2022: Título e temporadas de estreia
Em 6 de julho de 2018, VanVleet renovou seu contrato com os Raptors. Em 7 de fevereiro, ele fez 30 pontos em uma vitória de 119-101 sobre o Atlanta Hawks. Ele foi descartado por aproximadamente três semanas no início de fevereiro com uma lesão ligamentar parcial no polegar esquerdo, uma lesão que ocorreu duas noites antes contra o New York Knicks.
Os Raptors entraram nos playoffs da NBA em 2019 com VanVleet sendo um importante reserva da equipe. No Jogo 5 das Finais da Conferência Leste contra o Milwaukee Bucks, VanVleet marcou 21 pontos em uma vitória por 105-99, ajudando os Raptors a liderar a série por 3-2. No Jogo 6, VanVleet marcou 14 pontos em uma vitória de 100-94 sobre os Bucks, ajudando os Raptors a chegarem às Finais da NBA pela primeira vez na história da franquia.
Ele teve um importante papel defensivo contra Stephen Curry durante as Finais da NBA. No Jogo 4 das finais contra o Golden State Warriors, VanVleet recebeu uma cotovelada no rosto de Shaun Livingston. Ele precisou de sete pontos e lascou um dente, com câmeras de televisão capturando o dente quebrado na quadra. No Jogo 6 das Finais da NBA, VanVleet marcou 22 pontos em uma vitória de 114-110, ajudando os Raptors a vencer seu primeiro título da NBA. VanVleet ficou em segundo lugar na votação de MVP das Finais.
Em 22 de outubro de 2019, na abertura da temporada de 2019–20, contra o New Orleans Pelicans, VanVleet marcou 34 pontos, recorde da carreira, depois de receber seu primeiro anel de campeão da NBA. VanVleet marcou 30 pontos em 13 de novembro contra o Portland Trail Blazers. Em 4 de janeiro de 2020, ele marcou 29 pontos, incluindo 22 no segundo tempo, e 11 assistências, o recorde da temporada, na vitória sobre o Brooklyn Nets.
No segundo jogo dos Raptors, voltando da suspensão da temporada devido à pandemia de COVID-19 em 3 de agosto, VanVleet marcou 36 pontos, o recorde de sua carreira, em uma vitória de 107–103 sobre o Miami Heat. Em 17 de agosto, ele teve 30 pontos e 11 assistências na vitória por 134-110 sobre o Brooklyn Nets no Jogo 1 das quartas de final da Conferência Leste. VanVleet se tornou o primeiro jogador dos Raptors a registrar 30 pontos e mais de 10 assistências em um jogo de playoff, ao mesmo tempo que se juntou a Damian Lillard, Stephen Curry e Chris Paul como os únicos jogadores da NBA a registrar mais de 30 pontos, 10 ou mais assistências e 8+ cestas de três pontos em um jogo de playoff.
Em novembro de 2020, foi anunciado que VanVleet permaneceria nos Raptors em um contrato 4 anos e US$ 85 milhões.
Em 4 de janeiro de 2021, VanVleet marcou 35 pontos, o recorde da temporada, em uma derrota por 126-114 para o Boston Celtics. Em 6 de janeiro de 2021, ele estabeleceu um novo recorde da franquia de pelo menos uma cesta de três pontos em 39 jogos consecutivos, batendo o recorde anterior estabelecido por C.J. Miles com 38. Em 8 de abril, VanVleet foi suspenso por um jogo por deixar o banco durante uma briga entre o Raptors e o Los Angeles Lakers.
Em 7 de janeiro de 2022, VanVleet registrou seu primeiro triplo-duplo da carreira com 37 pontos, 10 rebotes e 10 assistências, incluindo 24 pontos apenas no terceiro quarto, levando Toronto a uma vitória por 122-108 sobre o Utah Jazz. Em 3 de fevereiro, VanVleet foi nomeado para o All-Star Game da NBA pela primeira vez em sua carreira, tornando-se apenas o quarto jogador não draftado a ir para o All-Star juntando-se a John Starks (1994), Ben Wallace (2003-06) e Brad Miller (2003-04).

Houston Rockets (2023-Presente)
Em 2023, Fred VanVleet assina durante a pós-temporada com o Houston Rockets.

## Estatísticas da carreira

### NBA

#### Temporada regular
| Ano      | Equipe   | PJ  | PT  | MPJ  | AP   | 3P   | LL   | RT  | AS  | BR  | TO | PPJ  |
| -------- | -------- | --- | --- | ---- | ---- | ---- | ---- | --- | --- | --- | -- | ---- |
| 2016–17  | Toronto  | 37  | 0   | 7.9  | .351 | .379 | .818 | 1.1 | .9  | .4  | .1 | 2.9  |
| 2017–18  | Toronto  | 76  | 0   | 20.0 | .426 | .414 | .832 | 2.4 | 3.2 | .9  | .3 | 8.6  |
| 2018–19  | Toronto  | 64  | 28  | 27.5 | .410 | .378 | .843 | 2.6 | 4.8 | .9  | .3 | 11.0 |
| 2019–20  | Toronto  | 54  | 54  | 35.7 | .418 | .392 | .848 | 3.9 | 6.8 | 1.9 | .3 | 17.6 |
| 2020–21  | Toronto  | 52  | 52  | 36.5 | .389 | .366 | .885 | 4.2 | 6.3 | 1.7 | .7 | 19.6 |
| 2021–22  | Toronto  | 65  | 65  | 37.9 | .403 | .377 | .874 | 4.4 | 6.7 | 1.7 | .5 | 20.3 |
| Carreira | Carreira | 348 | 199 | 27.5 | .399 | .384 | .850 | 3.1 | 4.7 | 1.2 | .3 | 13.3 |
| All-Star | All-Star | 1   | 0   | 9.0  | .500 | .500 | -    | 2.0 | 3.0 | .0  | .0 | 6.0  |

#### Playoffs
| Ano      | Equipe   | PJ | PT | MPJ  | AP   | 3P   | LL   | RT  | AS  | BR  | TO  | PPJ  |
| -------- | -------- | -- | -- | ---- | ---- | ---- | ---- | --- | --- | --- | --- | ---- |
| 2017     | Toronto  | 7  | 0  | 4.1  | .667 | .400 | .000 | .1  | .6  | .1  | .0  | 2.0  |
| 2018     | Toronto  | 6  | 1  | 19.0 | .333 | .286 | .875 | 1.7 | 2.2 | .0  | .0  | 6.8  |
| 2019     | Toronto  | 24 | 0  | 24.7 | .392 | .388 | .774 | 1.8 | 2.6 | .8  | .3  | 8.0  |
| 2020     | Toronto  | 11 | 11 | 39.1 | .400 | .391 | .840 | 3.9 | 6.9 | 1.6 | .6  | 19.6 |
| 2022     | Toronto  | 4  | 4  | 35.0 | .352 | .333 | .833 | 3.0 | 6.3 | 1.8 | 1.0 | 13.8 |
| Carreira | Carreira | 52 | 16 | 24.3 | .428 | .359 | .664 | 2.1 | 3.7 | .8  | .3  | 10.0 |

### Universitário
| Ano      | Equipe        | PJ  | PT  | MPJ  | AP   | 3P   | LL   | RT  | AS  | BR  | TO | PPJ  |
| -------- | ------------- | --- | --- | ---- | ---- | ---- | ---- | --- | --- | --- | -- | ---- |
| 2012–13  | Wichita State | 39  | 0   | 16.2 | .386 | .408 | .725 | 1.8 | 2.3 | .9  | .1 | 4.3  |
| 2013–14  | Wichita State | 36  | 36  | 31.7 | .484 | .418 | .830 | 3.9 | 5.4 | 1.9 | .1 | 11.6 |
| 2014–15  | Wichita State | 35  | 35  | 31.5 | .430 | .357 | .796 | 4.5 | 5.2 | 1.9 | .1 | 13.6 |
| 2015–16  | Wichita State | 31  | 31  | 29.0 | .390 | .381 | .817 | 3.2 | 5.5 | 1.8 | .1 | 12.2 |
| Carreira | Carreira      | 141 | 102 | 27.1 | .422 | .390 | .792 | 3.3 | 4.6 | 1.6 | .1 | 10.4 |

Fonte:

## Vida pessoal
VanVleet é filho de Fred Manning, que foi morto a tiros em 1999. Manning havia jogado basquete na Guilford High School, em Rockford. Ele tem uma filha, Sanaa, nascida em 29 de janeiro de 2018 e um filho, Fred Jr, nascido em 20 de maio de 2019.

VanVleet é um major de sociologia de Wichita.